# Transhistoricitet
Transhistoricitet är en egenskap för något som är universellt över tid i mänsklighetens historia, och alltså inte bara inom referensramen för en historiskt specifik samhällelig epok i den mänskliga utvecklingen.